# 弗雷德里克·W·史密斯
弗雷德里克·華萊士·“弗瑞德”·史密斯（英語：Frederick Wallace "Fred" Smith，1944年8月11日—2025年6月21日），是一名美國商業巨頭、投資者，聯邦快遞創辦人、董事長、總裁兼執行長。

## 早年生涯
史密斯出生於美國密西西比州馬克斯，其父為陶德屋連鎖餐廳及史密斯大客車公司（在灰狗公司於1931年購下控股權後更名為迪克西灰狗巴士公司）的創辦人詹姆斯·弗雷德里克·史密斯（James Frederick Smith），他父親在20歲前將他的姓省略，並表示他傾向於被稱作弗瑞德或是弗雷德里克。史密斯的父親在他四歲時逝世，他由母親與叔叔們帶大。
史密斯於年幼時患有骨骼疾病，但是在十歲時痊癒，之後他在十五歲時成為一位優秀的足球球員並學會駕駛飛機。史密斯曾對飛行有著極大的興趣，並在青少年時期成為一位業餘飛行員。
史密斯在1962年進入耶魯大學就讀。當在就讀耶魯大學的時候，他寫了一篇經濟學報告，概述在電腦下的隔夜快遞服務。傳言他的這篇報告得到了C等第，然而在之後的採訪他向記者表示「我不清楚成績如何，或許是我常得到的C吧。」而也有其他的傳言表示他的教授告訴他這個想法必須是可行的，因而以此給他C級。這份報告的內容之後成為了聯邦快遞營運的構想（多年來，在該公司展示平面廣告的樣品包裝上有著耶魯的寄件地址）。史密斯是Delta Kappa Epsilon（DKE）兄弟會會長與骷髏會的成員。他在1966年獲得經濟學學士學位。他在大學時與DKE兄弟會兄弟喬治·華克·布希是朋友。史密斯同時也是約翰·凱瑞的朋友，他們兩者皆對航空有著熱忱。

## 腳註
1. ↑  Huffington Post. . Huffington Post. 2014-08-14  [2014-09-09]. （原始内容存档于2016-03-04）.
2. ↑  Forbes. . Forbes. 2014-09-09  [2014-09-09]. （原始内容存档于2021-11-18）.
3. ↑  . Business Biographies. （原始内容存档于2019-05-16）.
4. ↑  . Academy of Achievement. （原始内容存档于2009-03-22）.
5. ↑  Brown, Abram. . Forbes. 2014-01-23. （原始内容存档于2014-01-24）.
6. ↑  . Famous CEO's.   [2014-12-17]. （原始内容存档于2021-01-05）.
7. ↑  Robbins, Alexandra. . Little, Brown and Company. 2002: 172, 180–1. ISBN 0-316-72091-7.
8. ↑  "Frederick W. Smith." Contemporary Newsmakers 1985, Issue Cumulation. Gale Research, 1986.
9. ↑  . The American Enterprise. 2004-06-01. （原始内容存档于2012-02-17）.
10. ↑  Purdum, Todd S. . New York Times. 2004-07-06.

## 媒體
- Interview （页面存档备份，存于） on The BusinessMakers Show.

## 延伸閱讀
- Frock, Roger. . Berrett-Koehler. 2006. ISBN 1-57675-413-8.[永久]